# 11269 Knyr
11269 Knyr è un asteroide della fascia principale. Scoperto nel 1987, presenta un'orbita caratterizzata da un semiasse maggiore pari a 2,1883298 UA e da un'eccentricità di 0,1896619, inclinata di 4,31172° rispetto all'eclittica.